# The Orphan Killer
Pour plus de détails, voir Fiche technique et Distribution.
The Orphan Killer est un film américain réalisé par Matt Farnsworth, sorti en 2011.

## Fiche technique
- Titre original : The Orphan Killer
- Réalisation : Matt Farnsworth
- Scénarios :  Matt Farnsworth
- Société de production : Full Fathom 5
- Musique :
- Pays d'origine : États-Unis
- Lieu de tournage : États-Unis
- Langue : anglais
- Genre : Horreur
- Durée : 1h25
- Date de sortie : 1er novembre 2011 (États-Unis)
- interdit aux moins de 12 ans

## Distribution
- Diane Foster : Audrey
- David Backus : Le tueur
- Matt Farnsworth : Mike
- James McCaffrey : Détective Jones

## Bande son
La bande son de The Orphan Killer a été diffusée en février 2011 sur la page Facebook du film.

### Piste
1. First Blood - First Blood
2. Affiance - Nostra Culpa
3. Asking Alexandria - Someone, Somewhere
4. Deception of a Ghost - These Voices
5. Anew Revolution (en) - Head Against the Wall
6. This or the Apocalypse (en) - Charmer
7. Most Precious Blood (en) - A Danger to Myself and Others
8. A Bullet for a Pretty Boy - The Deceiver
9. Dawn of Ashes - Seething the Flesh in the River of Phlegethon
10. First Blood - Conflict
11. Born of Osiris - Follow the Signs
12. No Bragging Rights (en) - Death of an Era
13. First Blood - Execution